# Melvin Frank
Melvin Frank (* 13. August 1913 in Chicago, Illinois; † 13. Oktober 1988 in Los Angeles) war ein US-amerikanischer Drehbuchautor, Filmregisseur und Filmproduzent.

## Leben
Melvin Frank lernte während seines Studiums in Chicago Norman Panama kennen. Als Duo verfassten sie zahlreiche Theaterstücke und Radio-Shows. Ab 1941 erweiterte sich ihre Zusammenarbeit auch auf den Film. Dort waren sie zunächst als Drehbuchautoren tätig und konnten ab Beginn der 1950er-Jahre bei der Mehrzahl ihrer Filme auch selbst Regie führen. Frank und Panama waren fast ausschließlich im Komödienfach erfolgreich und arbeiteten mehrfach mit den Schauspielern Danny Kaye und Bob Hope zusammen. Mitte der 1960er Jahre endete die künstlerische Zusammenarbeit. Frank realisierte noch etliche erfolgreiche Komödien, u. a. mit dem Schauspieler Jack Lemmon in Das Nervenbündel.
In seiner Karriere war Frank insgesamt fünf Mal für den Oscar nominiert. Die Writers Guild of America zeichnete ihn 1984 mit dem Laurel Award for Screen Writing Achievement aus. 1974 gewann er den WGA Award.

## Filmografie (Auswahl)
Literarische Vorlage
- 1942: Geliebte Spionin (My Favorite Blonde)
- 1948: Der Superspion (A Southern Yankee)
- 2007: Sind wir endlich fertig? (Are We Done Yet?) – Vorlage: Drehbuch zu Nur meiner Frau zuliebe

Drehbuch
- 1942: Star Spangled Rhythm
- 1943: Thank Your Lucky Stars
- 1943: Happy Go Lucky
- 1944: And the Angels Sing
- 1945: Der Weg nach Utopia (Road to Utopia)
- 1946: Our Hearts Were Growing Up
- 1946: Mit Pinsel und Degen (Monsieur Beaucaire)
- 1947: It Had to Be You
- 1948: Nur meiner Frau zuliebe (Mr. Blandings Builds His Dream House)
- 1948: Ein Pferd namens October (The Return of October)
- 1950: Das Raubtier ist los! (The Reformer and the Redhead)
- 1951: Strictly Dishonorable
- 1951: Der Cowboy, den es zweimal gab (Callaway Went Thataway)
- 1952: Die letzte Entscheidung (Above and Beyond)
- 1954: Die Lachbombe (Knock on Wood)
- 1954: Weiße Weihnachten (White Christmas)
- 1955: Der Hofnarr (The Court Jester)
- 1956: Ich heirate meine Frau (That Certain Feeling)
- 1959: Der Herrscher von Kansas (The Jayhawkers)
- 1959: Li’l Abner
- 1960: So eine Affäre (The Facts of Life)
- 1962: Der Weg nach Hongkong (Road to Hongkong)
- 1965: Fremde Bettgesellen (Strange Bedfellows)
- 1966: Toll trieben es die alten Römer (A Funny Thing Happened on the Way to the Forum)
- 1968: Buona Sera, Mrs. Campbell
- 1973: Mann, bist du Klasse! (A Touch of Class)
- 1976: Wer schluckt schon gern blaue Bohnen? (The Duchess and the Dirtwater Fox)
- 1979: Ein irres Paar (Lost and Found)

Regie
- 1950: Das Raubtier ist los! (The Reformer and the Redhead)
- 1951: Strictly Dishonorable
- 1951: Der Cowboy, den es zweimal gab (Callaway Went Thataway)
- 1952: Die letzte Entscheidung (Above and Beyond)
- 1954: Die Lachbombe (Knock on Wood)
- 1955: Der Hofnarr (The Court Jester)
- 1956: Ich heirate meine Frau (That Certain Feeling)
- 1959: Der Herrscher von Kansas (The Jayhawkers)
- 1959: Li’l Abner
- 1960: So eine Affäre (The Facts of Life)
- 1965: Fremde Bettgesellen (Strange Bedfellows)
- 1968: Buona Sera, Mrs. Campbell
- 1973: Mann, bist du Klasse! (A Touch of Class)
- 1975: Das Nervenbündel (The Prisoner of Second Avenue)
- 1976: Wer schluckt schon gern blaue Bohnen? (The Duchess and the Dirtwater Fox)
- 1979: Ein irres Paar (Lost and Found)
- 1987: Bobo (Walk Like a Man)

Produktion
- 1948: Nur meiner Frau zuliebe (Mr. Blandings Builds His Dream House)
- 1950: Das Raubtier ist los! (The Reformer and the Redhead)
- 1951: Strictly Dishonorable
- 1951: Der Cowboy, den es zweimal gab (Callaway Went Thataway)
- 1952: Die letzte Entscheidung (Above and Beyond)
- 1954: Die Lachbombe (Knock on Wood)
- 1955: Der Hofnarr (The Court Jester)
- 1956: Ich heirate meine Frau (That Certain Feeling)
- 1959: Die Falle von Tula (The Trap)
- 1959: Der Herrscher von Kansas (The Jayhawkers)
- 1962: Der Weg nach Hongkong (Road to Hongkong)
- 1965: Fremde Bettgesellen (Strange Bedfellows)
- 1966: Toll trieben es die alten Römer (A Funny Thing Happened on the Way to the Forum)
- 1968: Buona Sera, Mrs. Campbell
- 1973: Mann, bist du Klasse! (A Touch of Class)
- 1975: Das Nervenbündel (The Prisoner of Second Avenue)
- 1976: Wer schluckt schon gern blaue Bohnen? (The Duchess and the Dirtwater Fox)
- 1979: Ein irres Paar (Lost and Found)